# Grèce au Concours Eurovision de la chanson 2013
Vous lisez un « bon article » labellisé en 2014.
La Grèce participe, pour la trente-quatrième fois de son histoire, au Concours Eurovision de la chanson en 2013. En 2012, de nombreux doutes planent sur la participation des Grecs, à cause des difficultés financières que traverse le pays ainsi que le diffuseur ERT. Finalement, la Grèce confirme sa participation après l'annonce d'un accord avec la chaîne privée MAD TV pour organiser une finale nationale.
Le 18 février 2013, à l'issue d'une émission télévisée voyant s'affronter quatre chansons, c'est le groupe Koza Mostra accompagné par le chanteur Agáthonas Iakovídis qui est choisi à l'issue d'un vote du public ainsi que d'un jury, avec la chanson Alcohol Is Free (« L'alcool est gratuit »), principalement écrite en grec, mais comprenant aussi quelques lignes en anglais.
Entrant en lice lors de la seconde demi-finale du concours, la Grèce termine deuxième des votes avec 121 points, se qualifiant pour la grande finale deux jours plus tard. Lors de celle-ci, le 18 mai 2013, Koza Mostra et Iakovídis terminent sixième avec 152 points. La Grèce glane, à deux reprises, les douze points de Saint-Marin et Chypre.
C'est la dernière participation de la Grèce avec le groupe télévisuel ERT, qui ferme brutalement le 11 juin 2013 et est remplacé par la NERIT à partir de 2014.

## Contexte
La Grèce participe à son premier Concours Eurovision de la chanson, en 1974, avec la chanson Krassi, Thalassa Ke T' Agori Mou (en) (Κρασί, θάλασσα και τ' αγόρι μου ; « le vin, la mer et mon petit ami »), interprétée par Marinella,. Elle remporte pour la première et unique fois le concours, lors de l'édition de 2005, avec la chanteuse Élena Paparízou et son titre My Number One. Cette victoire entraîne des scènes de joie massives dans les rues d'Athènes et l'organisation du concours en 2006. Les années suivantes, la Grèce arrive à glaner une place dans le Top 10, à chaque reprise. Cependant, lors de l'Eurovision 2012, les Grecs, emmenés par Elefthería Eleftheríou et sa chanson Aphrodisiac, terminent au dix-septième rang, ce qui est leur plus mauvais résultat depuis 2004. Toutefois, la plus mauvaise place obtenue par le pays fut en 1998 avec une vingtième place du groupe Thalassa (en) avec la chanson Mia Krifi Evesthisia (en) (Μια κρυφή ευαισθησία ; « Une sensibilité secrète ») qui décroche uniquement les douze points chypriotes,.
Le pays est touché par de graves difficultés économiques, et cela se répercute sur le diffuseur ERT. En novembre 2012, Johnny Kalimeris, membre du bureau exécutif du groupe télévisuel, confirme que la Grèce compte participer au Concours Eurovision et que le mode de sélection de la chanson est encore en discussion. Cependant, les difficultés que le diffuseur rencontre pour trouver des partenaires privés remettent sa participation en question,. De plus, certains membres du gouvernement ne désirent pas que la Grèce participe. Simos Kedikoglou, l'un des portes-parole du gouvernement déclare que « la télévision publique ne doit pas participer au Concours Eurovision de cette année », par respect pour le peuple grec qui vit une période difficile. Un responsable de l'ERT, sous couvert de l'anonymat, est du même avis, déclarant qu'« il serait moralement inacceptable de participer », ajoutant que la chaîne de télévision ne peut pas payer les frais d'inscription.
Finalement, la Grèce figure parmi les participants du concours 2013, le 21 décembre 2012. Il s'agit de la trente-quatrième participation du pays, la dernière non-participation au concours remontant à 2000.

## Sélection nationale

### Organisation
Au mois de janvier 2013, ERT annonce un partenariat avec la chaîne musicale Mad TV, pour organiser une finale nationale et désigner la chanson qui représentera la Grèce au Concours Eurovision de la chanson 2013,. C'est la première fois que le réseau public grec n'organise pas la pré-sélection pour l'Eurovision et qu'il confie cela à une autre chaîne, de plus privée. Le 21 janvier 2013, Mad TV annonce les quatre artistes sélectionnés pour la finale : Thomai Apergi, Angelikí Iliádi, Alex Leon avec Giorgina et le groupe Koza Mostra accompagné par Agathonas Iakovidis,. Ces quatre artistes sont issus de deux maisons de disques, Panik Records (es) et Platinum Records qui doivent payer les frais de participation, à l'origine, redevables par Mad TV.
Le 6 février 2013, une conférence de presse est organisée à Athènes pour présenter les quatre candidats ainsi que leurs chansons. Elle n'est pas diffusée en direct mais est enregistrée et diffusée sur les ondes du groupe ERT ainsi que sur Mad TV. Une chaîne de télévision est créée par Mad TV, Eurovision Channel ERT powered by MAD, sur le réseau OTE. Les programmes sont composés des dernières actualités sur l'édition de l'année ainsi que des rétrospectives des précédents concours.

### Présentation des candidats

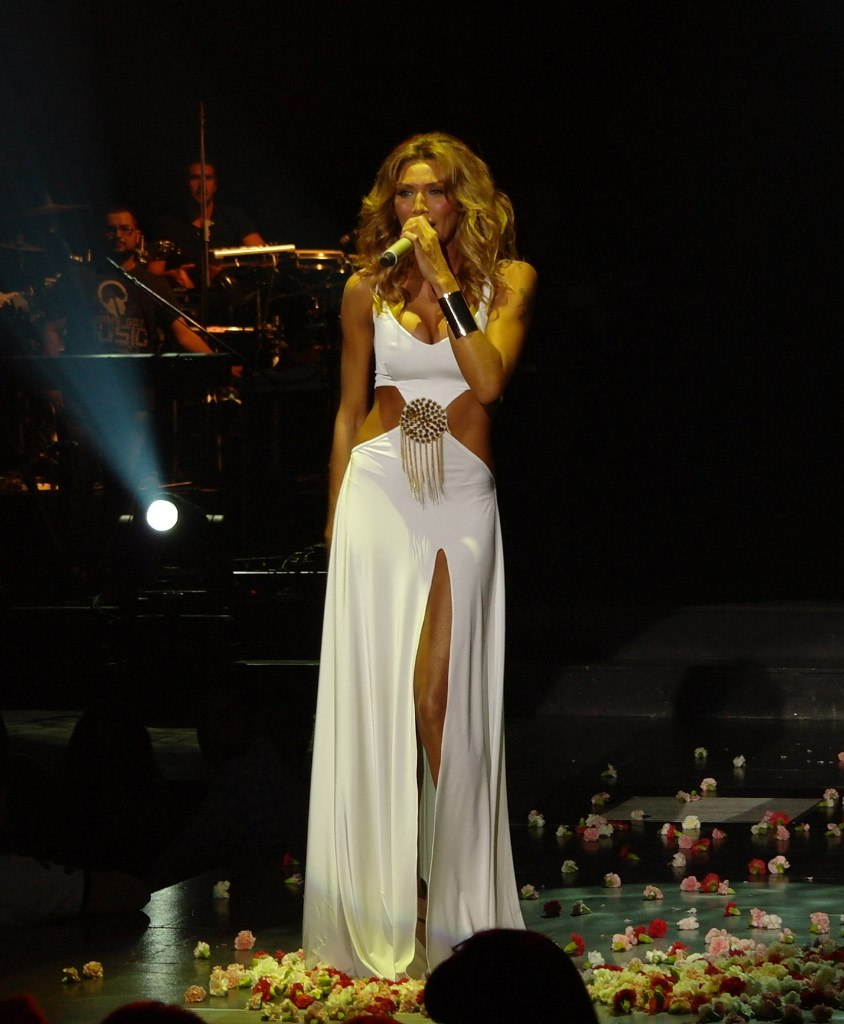
Angelikí Iliádi, ici en 2012, est une des candidates pour représenter la Grèce à lEurovision

Au début du mois de février 2013, l'ordre des passages pour la finale nationale, le 18 février 2013, est rendu public : Thomai Apergi ouvrira le bal avec One Last Kiss (« Un dernier baiser ») et sera suivi par le DJ Alex Leon en compagnie de la chanteuse Giorgina pour leur titre Angel (« Ange »). Koza Mostra avec Agathonas Iakovidis sont programmés en troisième, avec Alcohol is free et Angelikí Iliádi fermera la marche en interprétant Chílies ke mía nýkhtes (Χίλιες και μία νύχτες ; « Mille et une nuits »).
Thomai Apergi est une chanteuse âgée de vingt-trois ans, née sur l'île de Tinos et affiliée à Panik Records,. Elle se fait remarquer avec sa chanson Mia Vradia (Μια Βραδιά ; « Une nuit »), en 2012, et participe à la version grecque de Danse avec les stars,. Pour le site eurovision-quotidien.com, Apergi « [se] distingue avec un style assez jazzy et bossa nova, très en vue en Grèce et inédit pour ce pays à l’Eurovision ». Sa chanson pour l'Eurovision, selon le même site, est « un titre pop-jazzy up-tempo ».
Alex Leon, qui a été élevé dans une famille de musiciens, se passionne, dans sa jeunesse, pour la musique électronique. Il est représenté par le label Panik Records. Il collabore avec quelques producteurs et compose pour la télévision ou encore le cinéma. En 2005, il commence à travailler avec un duo de DJ, baptisé Playmen ; cette collaboration accouche de quelques morceaux comme Together Forever ou encore Feel Your Love. Les trois hommes composent, en 2011, le générique des Mad Video Music Awards, récompensant les artistes helléniques chaque année. Le rappeur T-Pain participe à une autre version de ce générique, intitulé Out Of My Head, qui devient ensuite une chanson à part entière,. Quant à Giorgina, de son vrai nom Tzortzina Karaxaliou, c'est une jeune chanteuse indépendante, ayant étudié au Berklee College of Music de Boston. Elle a collaboré avec Sákis Rouvás ou encore Giorgos Mazonakis. Leon décrit Angel comme un titre rythmiquement « house-tempo avec des éléments de chillstep et de dubstep » mais aussi comme une ballade avec des sonorités grecques et du Moyen-Orient.
Les membres de Koza Mostra se rencontrent à Thessalonique. Ilias Kozas fait d'abord partie du groupe Cabaret Balkan et décide de quitter ses partenaires. Il forme le groupe Koza Mostra (« Κόζα Μόστρα ») en 2010, qui se démarque dans le genre du Ska et du Punk rock,. Les membres du groupe sont Christos Kalaitzopoulos (accordéon), Dimitris Christonis (guitare basse), Vassilis Nalbantis (trompette), Alexis Archontis (batterie) et Stelios Siomos (guitare),. Ils évoluent sous le label Platinium Records. Le groupe interprète Alcohol is free avec Agáthonas Iakovídis, un chanteur de rebetiko, qui commence sa carrière en 1973. Il crée le « Groupe Rebetiko de Thessalonique » en 1977 avant de déménager pour Athènes, en 1981, où il a l'occasion de collaborer avec divers artistes du paysage musical grec.
Enfin, Angelikí Iliádi est une chanteuse de variété grecque et, plus particulièrement, de laïkó. Elle est assez célèbre dans son pays et a sorti de multiples albums depuis 2003,. Elle est produite sous le label Platinium Records. Sa chanson pour la sélection comporte ce style laïkó ainsi que des sonorités orientales.

### Déroulement de la finale
Les sondages, avant la finale, donnent le groupe Koza Mostra comme le grand favori. Ensuite, c'est Thomai Apergi qui est annoncée comme la seule personne pouvant aussi aller chercher cette qualification. La chanson d'Angelikí Iliádi est jugée « trop turque » par le peuple grec et est massivement désapprouvée.
Le 18 février 2013 a lieu, au Gazi Music Hall d'Athènes, Eurosong 2013 – a MAD show (en), la finale nationale grecque, présentée par Déspina Vandí et Giorgos Kapoutzidis, et diffusée en direct sur le réseau de l'ERT via sa chaîne de télévision ET1,,. Le représentant grec pour l'Eurovision sera choisi en fonction d'un vote, composé à 50 % des téléspectateurs et de 50 %, d'un jury de professionnels, présidé par la gagnante de l'Eurovision 1972 Vicky Leandros,,. Le show démarre avec une performance de plusieurs vainqueurs du concours Eurovision qui chantent avec des artistes grecs ; Ruslana interprète, avec Eleni Foureira, son morceau Wild Dances, Marija Šerifović vient sur scène pour chanter Molitva, en compagnie du groupe Melisses, Alexander Rybak chante Fairytale, en duo avec Kóstas Martákis, Dima Bilan est accompagné par Demy pour Believe et enfin Élena Paparízou interprète My Number One avec le groupe Vegas,,
Ensuite les quatre candidats interprètent leurs chansons sans difficulté ou incident. Après leurs passages, Elefthería Eleftheríou et Ívi Adámou chantent Aphrodisiac et La La Love, chansons qu'elles avaient présentées lors du concours précédent de l'Eurovision. Enfin, Déspina Olympíou, la représentante chypriote de cette année, clôt ce parterre d'invités avec An me thymáse et Vicky Leandros, chante la dernière chanson de la soirée, Après toi, en playback selon certains observateurs,.
Après quelques échanges entre les différents invités et au terme d'une soirée de deux heures et demie, Koza Mostra et Agáthonas Iakovídis sont annoncés comme les grands vainqueurs de la finale Eurosong 2013,,. Les vainqueurs sont appelés sur scène mais, comme ils n'ont pas de vidéo ou de retour précis de ce qui se passe sur le plateau, les six hommes pensent qu'ils sont bons derniers. C'est sur scène qu'ils comprennent leur victoire. Ils chantent Alcohol Is Free une dernière fois pour fêter leur sélection.
| Classement final | Candidat(es)                       | Chanson                | Compositeurs et paroliers               | Résultats votes Jury (en %) | Résultats votes public (en %) | Résultats votes Jury/Public (en %) |
| ---------------- | ---------------------------------- | ---------------------- | --------------------------------------- | --------------------------- | ----------------------------- | ---------------------------------- |
| 01               | Koza Mostra et Agáthonas Iakovídis | Alcohol Is Free        | Ilias Kozas et Stathis Paxidis          | 16,27                       | 20,45                         | 36,72                              |
| 02               | Alex Leon et Giorgina              | Angel                  | Alex Leon et Riskykidd                  | 15,08                       | 9,54                          | 24,62                              |
| 03               | Thomai Apergi                      | One Last Kiss          | Giorgos Gekas et Aris Nikolakopoulos    | 11,51                       | 12,03                         | 23,54                              |
| 04               | Angelikí Iliádi                    | Chílies ke mía nýkhtes | Kyriakos Papadopoulos et Ilias Filippou | 7,14                        | 7,98                          | 15,12                              |

Cette finale nationale est un succès pour ERT. En effet, plus d'un million de téléspectateurs ont suivi la retransmission depuis le Gazi Music Hall et près de 3 500 000 ont regardé le concours pendant au moins une minute, ce qui permet à la chaîne d'afficher un score de 22 % de part d'audience, avec un pic à 30,5 % à un moment de la soirée. 58 146 votes ont été comptabilisés, dont 36 881 par SMS et 21 265 par appel depuis une ligne fixe.

## Thème et description de la chanson
La chanson raconte le périple d'un groupe d'hommes. Le premier couplet évoque un groupe de marins qui doit faire face à une tempête qui les entraîne vers Grévéna, qui n'est pas un port mais une ville au beau milieu de la Grèce.
La suite nous apprend qu'ils titubent et qu'ils sont fortement alcoolisés. On comprend alors que les personnages ne sont pas sur un bateau mais dans une voiture et qu'ils tentent de retrouver leur chemin malgré leur mauvais état. Le refrain n'est qu'une répétition de la phrase Alcohol is free et intervient deux fois, à la fin du premier couplet et à la fin de la chanson. Les couplets voient le croisement du champ lexical de la marine (bateau, naufragé ou sirène) avec celui de la circulation automobile (voiture, feu de circulation, roue).
Lors du dernier couplet, Ilias Kozas tente de trouver des excuses à son état, pointant du doigt les glaçons et non pas le whisky. C'est alors que le groupe d'amis se rend compte, à leur tour, qu'ils avancent sur des roues et donc dans une voiture et remarquent un policier affublé d'un éthylotest au loin. Kozas conclut le couplet en disant qu'ils sont engloutis par la mer.
Ilias Kozas confie qu'il a écrit cette chanson lors d'une soirée. Il dit qu’Alcohol Is free est une « allégorie de la situation [actuelle] des Grecs ».

## Promotion et préparation

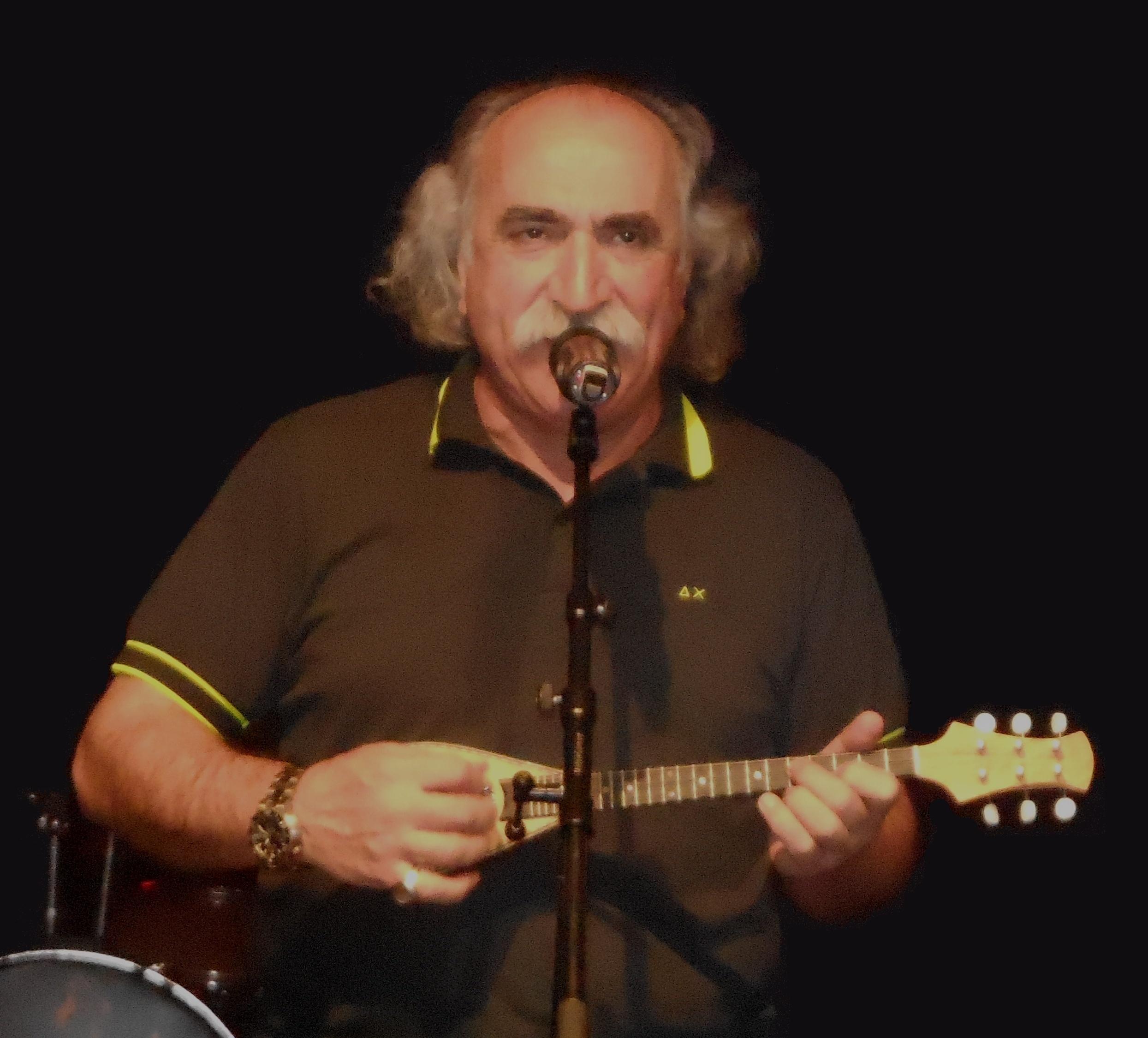
Agáthonas Iakovídis, en mai 2013, interprétant Alcohol is free, à l'Euro Fan Café de Malmö.

Le lendemain de sa victoire, Kozas déclare que, pour lui, le groupe a été choisi car la chanson entraînait une bonne chimie avec le public, ainsi que pour la musique et les paroles « qui ont touché le cœur des spectateurs ».
Dès leur nomination, le groupe ainsi qu'Agáthonas Iakovídis se lancent dans une vaste campagne de promotion de la chanson pour le Concours Eurovision de la chanson 2013. Ils enregistrent une vidéo pour souhaiter bonne chance au duo Elitsa Todorova et Stoyan Yankoulov qui représente la Bulgarie pour l'édition de cette année. Ils tournent le clip de la chanson à Thessalonique et utilisent leurs fans comme figurants. Réalisé par Kyriakos Nochoutidis, le clip musical est dévoilé le 13 mars 2013 sur YouTube,. Le groupe en profite pour ouvrir sa page dédiée sur le réseau social Facebook et le maire de la ville de Grévéna, qui est citée dans la chanson, organise une cérémonie en leur honneur.
Durant le mois de mars 2013, Koza Mostra sort son premier album intitulé Keep Up the Rhythm. Sur ce disque, la chanson Alcohol is Free figure dans sa version originale ainsi que dans sa version officielle. Le 23 mars 2013, ils enregistrent, dans leur ville de Thessalonique, la carte-postale promotionnelle, qui sera diffusée avant leur performance à l’Eurovision. Des images de leur concert à Giannitsá sont également filmées. Les représentants helléniques partent en tournée promotionnelle dans toute l'Europe, visitant les villes de Nuremberg, Bruxelles, Londres ainsi qu'Amsterdam, le 13 avril 2013, avec le spectacle Eurovision in Concert, réunissant d'autres concurrents de l'édition 2013 de l'Eurovision,,.
Du fait de la situation économique complexe en Grèce, le budget réservé à l'hébergement ainsi que pour les chanteurs et musiciens est plus que limité. Chacun des artistes arrive avec cinq euros dans sa poche et ils doivent se contenter d'une paie journalière de quinze euros. Les chambres d'hôtels ne sont pas individuelles mais partagées. Du fait de la réglementation du concours, qui limite la scène à six artistes par nation, Dimitris Christonis n'est pas sur la scène de la Malmö Arena.
La première session de répétition des Grecs a lieu le 9 mai 2013, de 10 h à 10 h 30,. Ensuite, ils font leur deuxième session de répétition, avec leurs costumes de scène cette fois-ci, le 11 mai 2013, de 16 h 35 à 16 h 55 et enchaînent avec une conférence de presse, de 17 h 50 à 18 h 10,. Lors de cette conférence, ils expliquent le choix de leurs tenues de scène, de kilts noir et blanc, par sa proximité avec la fustanelle d'origine grecque. Trois répétitions générales sont organisées pour les pays de cette demi-finale, la veille de celle-ci, le 15 mai 2013, de 17 h à 19 h et de 21 h à 23 h ainsi que le jour même, le 16, de 15 h à 17 h. La seconde de ces répétitions permet aux jurés des pays participants à cette demi-finale ainsi qu'aux jurés français, allemands et espagnols, de voter en faisant leur classement des chansons en lice. Ce vote compte à 50 % dans le résultat final.

## Pronostics et réception

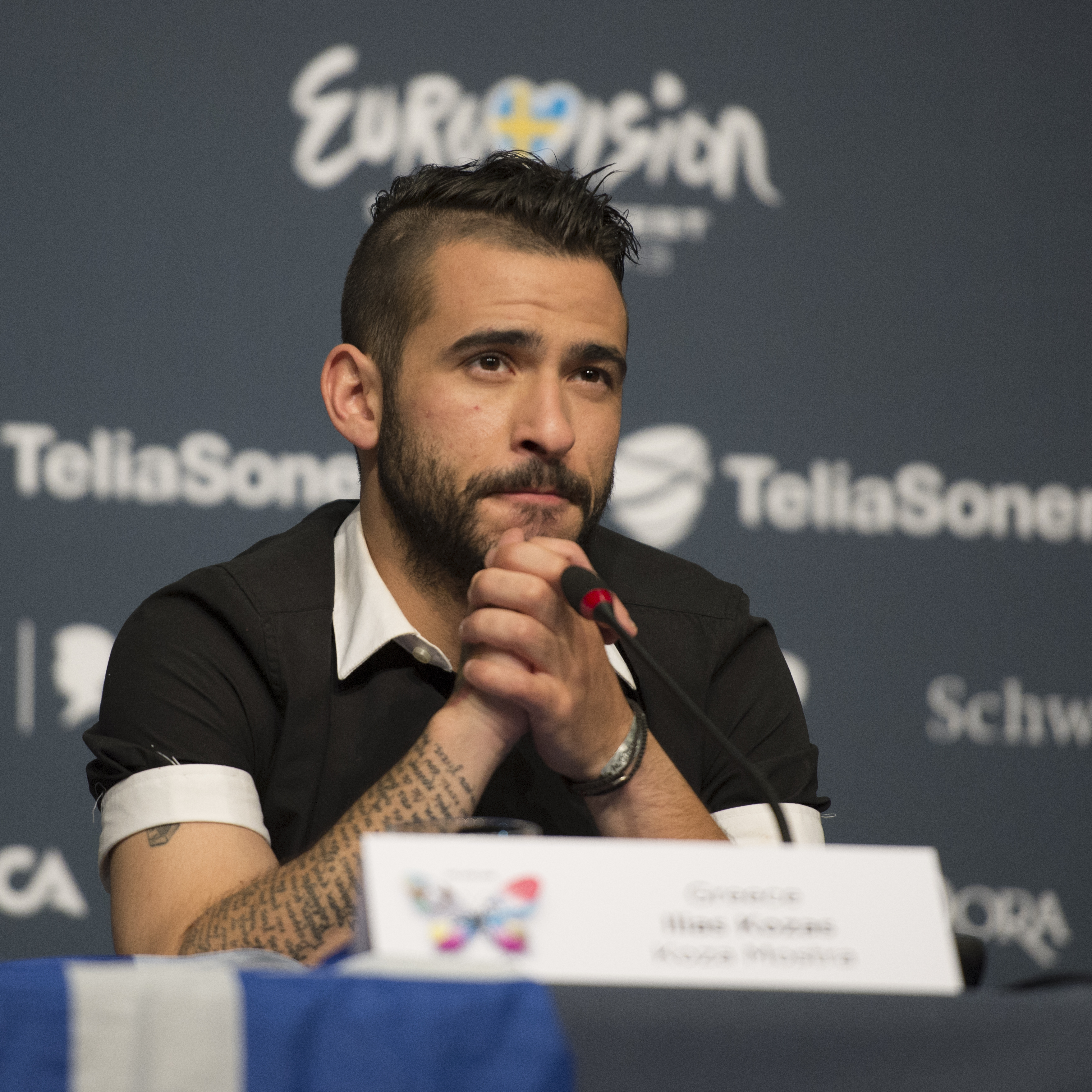
Le leader de Koza Mostra et auteur de la chanson, Ilias Kozas, lors de la conférence de presse pour les finalistes de l'Eurovision 2013

Un mois avant le début de la compétition, les bookmakers donnent la Grèce en quatrième position de sa demi-finale. Cependant, ils voient Alcohol is free prendre une modeste quinzième place en finale.
Les avis sont partagés au sein de la presse ainsi que des sites tournés vers l'Eurovision. Ann Gripper, du Daily Mirror, pense que la Grèce peut obtenir « un vote culte » notamment de la part du Royaume-Uni mais espère « une mise en scène spectaculaire » ainsi qu'une danse assez sérieuse. Il donne la note de 3 sur 5. Le site Eurovision-song-reviews, spécialisé dans la critique des chansons de l'Eurovision, est amusé par la joyeuse bande grecque ; un des rédacteurs du site, Rich H, demande à ses lecteurs d'« imaginer un groupe de touristes, en état d'ébriété, bras dessus, bras dessous, tentant d'achever une danse traditionnelle grecque tout en essayant de rester sur leurs pieds. Cette chanson ferait partie de [leur répertoire] »; Il conclut en écrivant que « c'est amusant, rapide[,] frénétique [et] avec un peu de chance, ça devrait faire la finale » ainsi que la note de 7 sur 10.
De son côté, ESCTips.com se veut « encourageant » après avoir assisté à la première répétition, le 11 mai 2013, jugeant Ilias Kozas « impressionnant » mais n'est pas vraiment emballé par la chanson et critique une partie de la chorégraphie au moment où Agáthonas Iakovídis est isolé pendant que les autres membres dansent sur scène. La deuxième répétition ne convainc toujours pas le site mais avoue que ce sont « trois minutes divertissantes » et parie sur un classement parmi les premiers de sa demi-finale pour la Grèce. Le site Eurovision-quotidien.com n'est pas très satisfait, affirmant que « quelque chose ne marche pas » et que « ça manque cruellement de folie ». Par contre, il salue la voix des artistes et « [ne] doute pas un instant » que cette chanson sera qualifiée pour la finale. ESCReview.com pense, quant à lui, qu'ils ne participeront pas à la finale et que le pays balkanique sera éliminé en demi-finale.
En Grèce, la chanson rencontre du succès, se classant première, pendant une semaine, du classement des chansons les plus téléchargées du 9 au 16 mars 2013,. De plus, le titre entre, après le concours, dans les classements musicaux néerlandais, allemands et également dans le UK Indie Chart,.

## Concours Eurovision de la chanson 2013
Le 17 janvier 2013, la Grèce se voit attribuer, par tirage au sort, une place dans la deuxième partie (soit entre la neuvième et dix-septième position) de la seconde demi-finale du concours 2013. À la suite de cela, les producteurs décident le 28 mars de faire passer la Grèce en neuvième position, durant la deuxième demi-finale, le 16 mai 2013, derrière l'Islande et devant Israël. À la fin de la demi-finale, Koza Mostra et Agáthonas Iakovídis se classent au deuxième rang, avec 121 points, derrière l'Azerbaïdjan qui obtient un score de 139 points et devant la Norvège avec 120 points. La Grèce fait partie des dix qualifiés pour la finale du 18 mai 2013. Les votes grecs donnent douze points à l'Azerbaïdjan, dix points à la Roumanie ainsi que huit points à l'Albanie. Dans l'autre sens, la Grèce ne reçoit qu'à une reprise les douze points, ceux de Saint-Marin mais reçoit des points de tous les pays votants à l'exception de la France. Au cours de cette demi-finale, les téléspectateurs et les jurés aiment la chanson puisque la Grèce se place à la seconde place du classement des votes du public avec une cinquième position accordée en moyenne et au troisième rang du classement des jurés où le pays atteint en moyenne une 5,55e place.
Ils participent à une conférence de presse, réservée aux dix pays qualifiés, le soir même, de 23 h 20 à 0 h. Au cours de celle-ci, Ilias Kozas ainsi que la chef de délégation grecque Sinia Koussoula représentent la Grèce. Après quelques questions pour Ilias Kozas, Koussoula tire au sort une place dans la seconde partie (soit entre la quatorzième et la vingt-sixième place) de la finale,.
Pour préparer la finale, trois nouvelles sessions de répétitions générales sont mises en place, le 17 mai 2013, de 14 h 30 à 17 h 30 pour la première, de 21 h à 0 h 30 pour la seconde et enfin de 13 h à 16 h 30 pour la dernière. Comme lors de la demi-finale, la seconde de ces répétitions permet aux jurés de tous les pays participants de voter. Le site ESCTips.com est agréablement surpris de voir que l'énergie des Grecs, durant les demi-finales, est restée « plus ou moins la même durant les répétitions » et mise sur un top 10 pour Alcohol is free. La Grèce est désignée par les producteurs du concours pour passer en vingt-et-unième lors de cette finale, derrière l'Azerbaïdjan et devant l'Ukraine.
Lors de la finale et comme tous les autres finalistes, Koza Mostra et Agáthonas Iakovídis sont présentés au public de la Malmö Arena et aux téléspectateurs avec devant eux un porte-drapeau qui tient le drapeau grec. Après les performances de chacun des finalistes suivies par l'entracte, la Grèce récolte les premiers douze points de la soirée, venant de Saint-Marin. Finalement, les chanteurs grecs terminent sixièmes du concours avec 152 points, provenant de 27 des 39 pays participants, dont les douze points saint-marinais et ceux de Chypre. Les téléspectateurs grecs donnent, une nouvelle fois, leur douze points à l'Azerbaïdjan, qui termine deuxième du concours, derrière le Danemark et sa représentante Emmelie de Forest qui remporte l'édition 2013 du Concours Eurovision de la chanson. La Roumanie et l'Ukraine obtiennent, quant à eux, les dix et huit points du public et jury grec. Contrairement à la demi-finale, le public et les jurés européens ont un avis différent sur la chanson puisque la Grèce termine à la quatrième place du classement des téléspectateurs avec en moyenne une sixième place accordée par chaque pays mais que chez les jurés, le pays prend la quatorzième place de leur classement avec une 12,28e place obtenue en moyenne.
En Grèce, les deux demi-finales et la finale sont diffusées sur NET et ERT HD et commentées par Maria Kozakou et Giorgos Kapoutzidis. Le dernier avait déjà commenté le concours en 2006,. La porte-parole du vote grec durant la finale est la journaliste Adriana Magania qui avait déjà effectué cette tâche lors du concours précédent. Elle passe en vingt-neuvième position lors de l'annonce des résultats du concours 2013. La diffusion du concours est un succès en Grèce puisque 2,7 millions de téléspectateurs regardent la finale du concours soit 66,6 % de part de marché. Ce taux atteint un maximum de 85,3 % durant la soirée. Il s'agit de meilleurs audiences qu'en 2012 où le concours avait réuni 100 000 téléspectateurs de moins et une part de marché d'environ 60 %,.
Le groupe rentre au pays, et plus précisément à Thessalonique, en bus, aucun billet d'avion n'ayant été réservé pour eux par leur délégation.

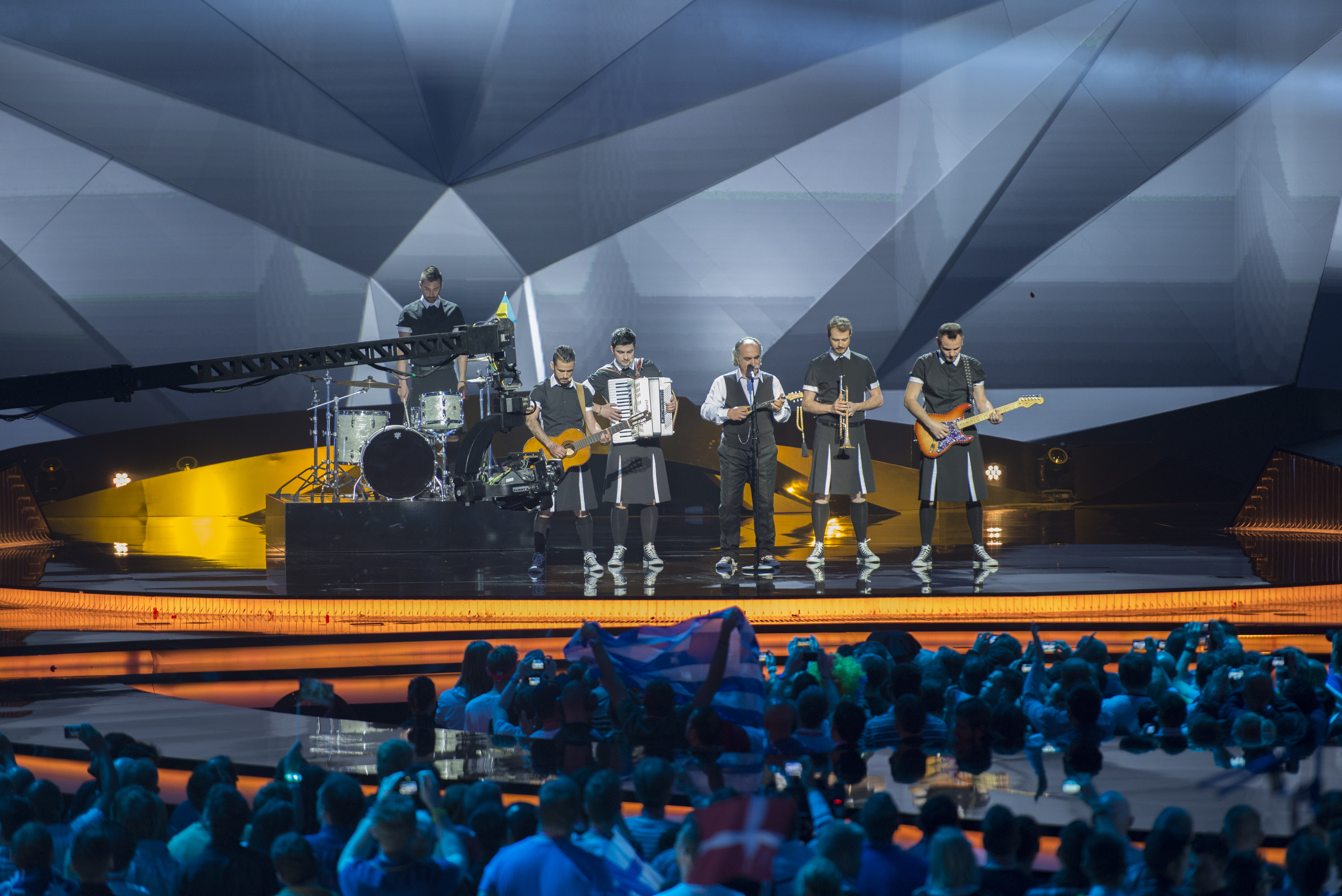
Koza Mostra et Agáthonas Iakovídis, lors de la deuxième répétition de la seconde demi-finale, le 15 mai 2013.
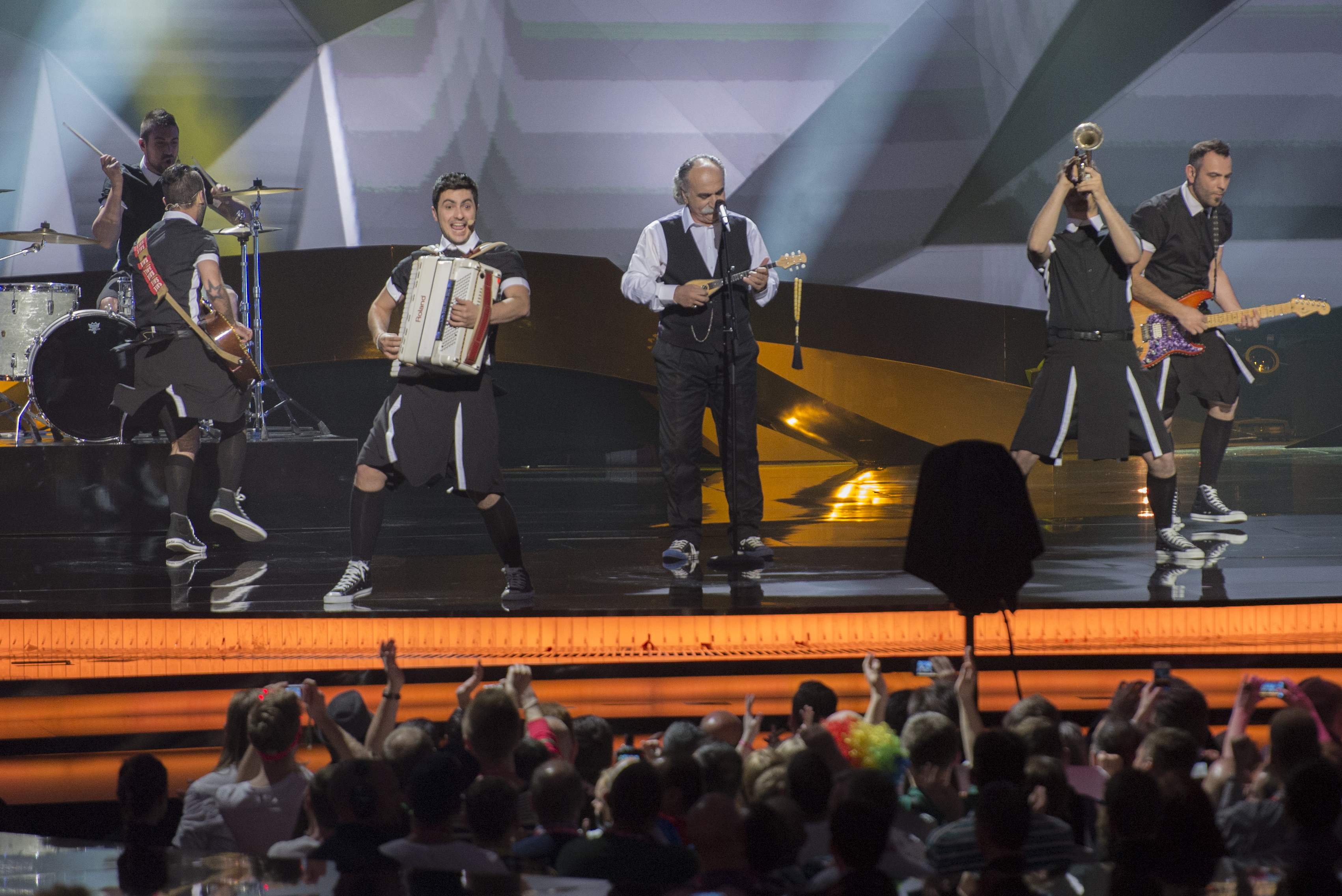
De gauche à droite : Ilias Kozas, Christos Kalaitzopoulos, Agáthonas Iakovídis, Vassilis Nalbantis et Stelios Siomos.
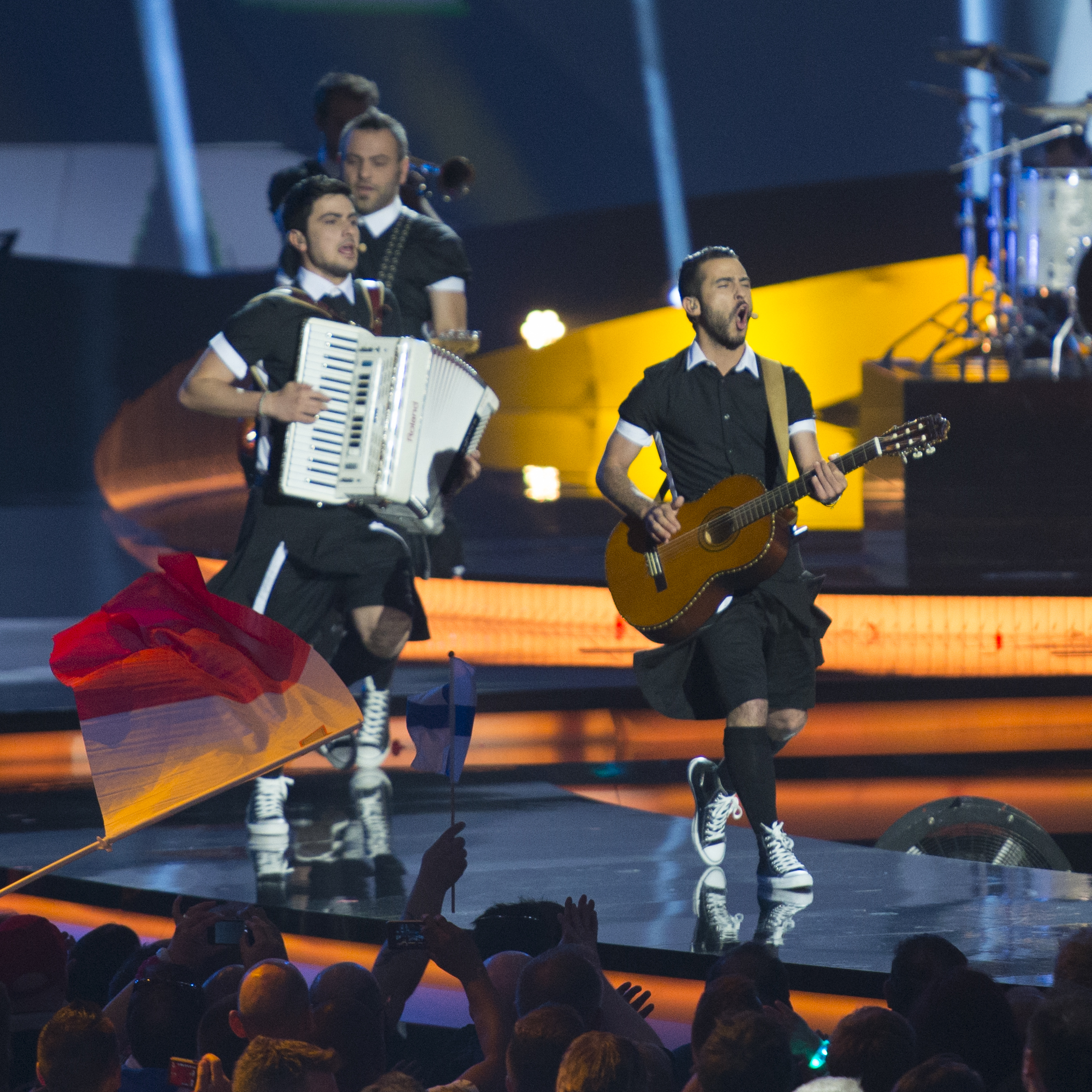
Le groupe Koza Mostra se lançant dans une chorégraphie durant le couplet chanté d'Agáthonas Iakovídis.
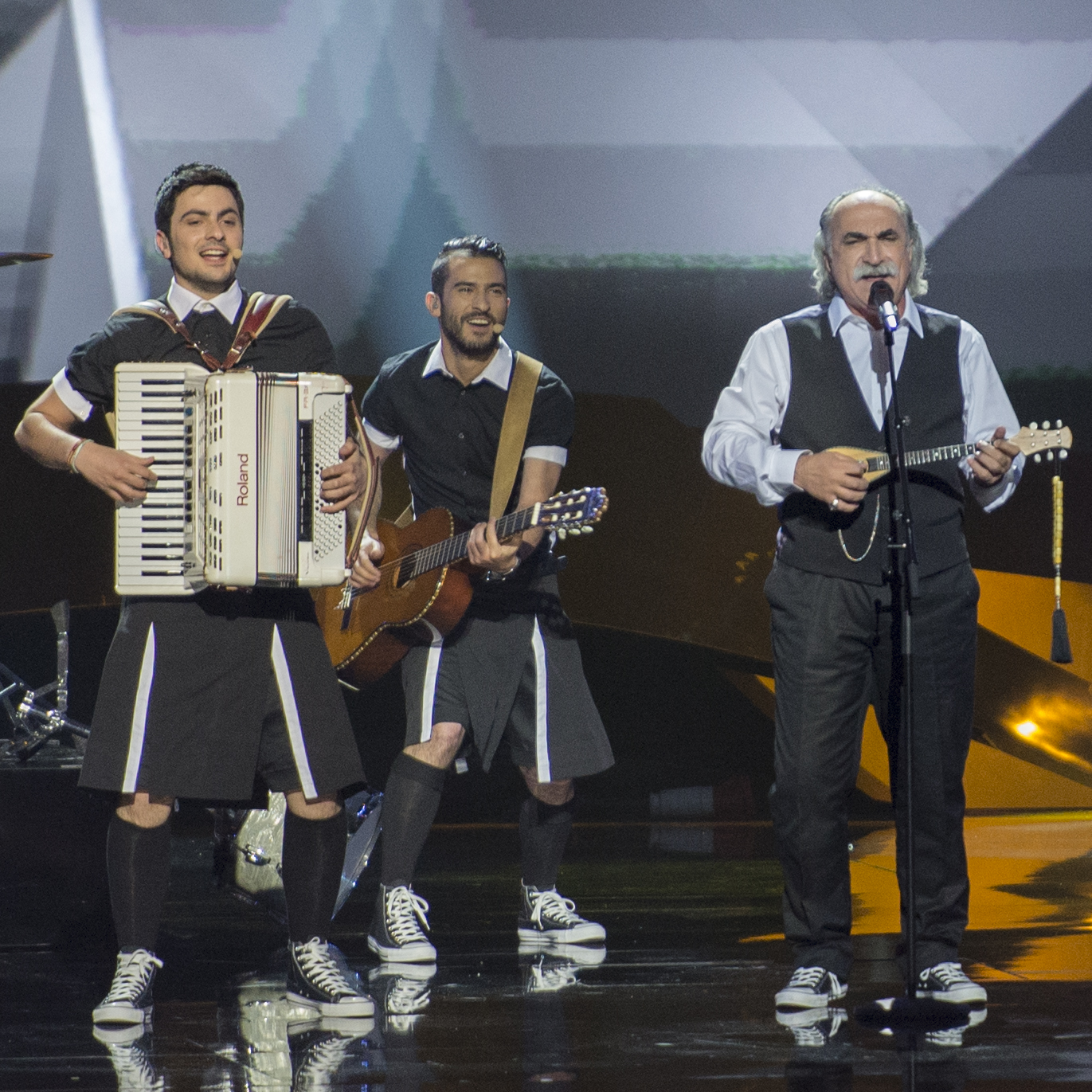
Christos Kalaitzopoulos, Ilias Kozas et Agáthonas Iakovídis durant le morceau.

## Postérité

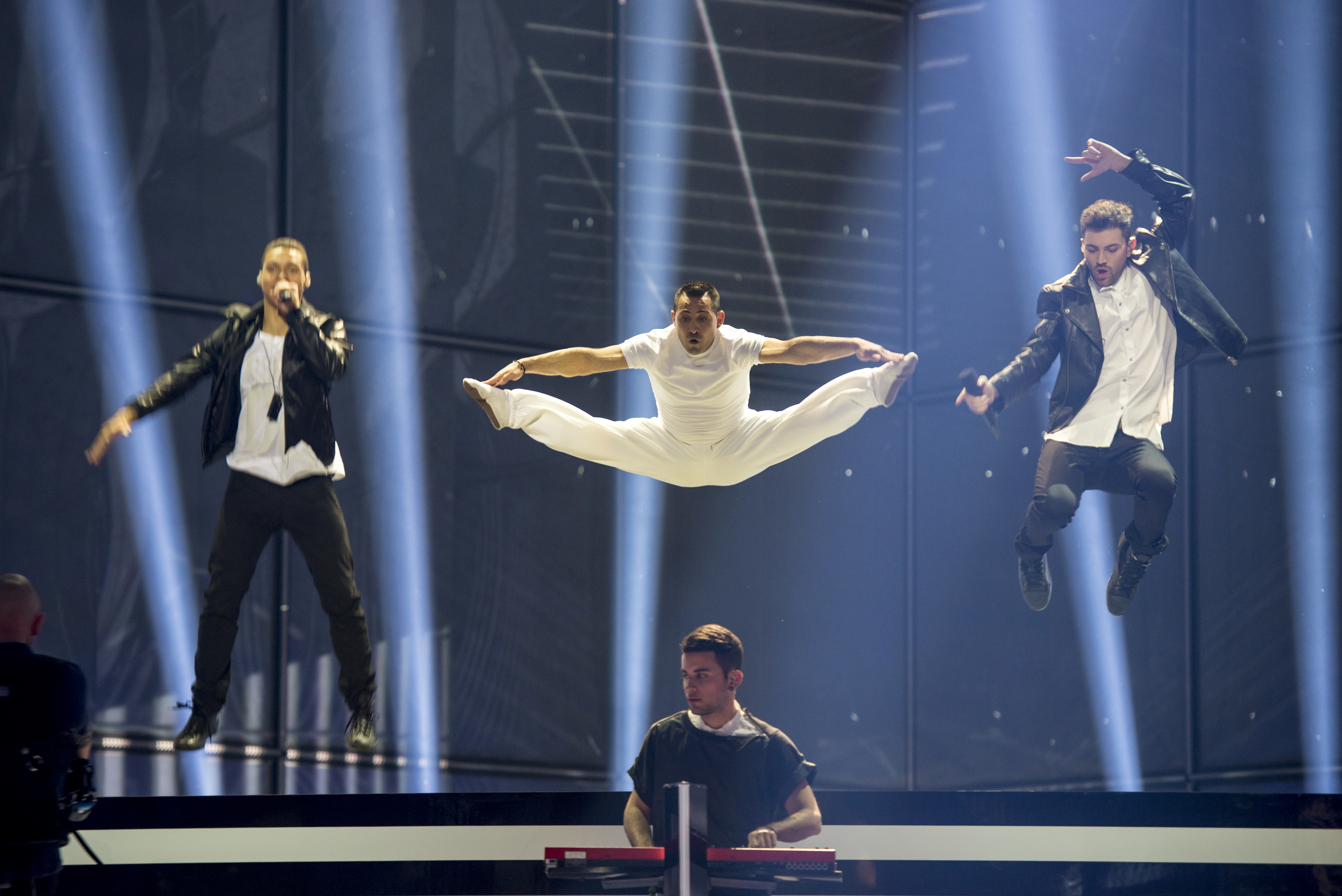
Le groupe Freaky Fortune et Riskykidd lors de l'Eurovision 2014.

Le 11 juin 2013, l'Ellinikí Radiofonía Tileórasi cesse d'émettre brutalement sous les ordres du gouvernement Samarás. Il désire supprimer des emplois dans le secteur public pour pouvoir respecter la politique de la troïka, constituée par la Commission européenne, le Fonds monétaire international et la Banque centrale européenne. En juin 2013, l'assemblée générale de l'Union européenne de radio-télévision, présidée par l'administrateur général de la RTBF Jean-Paul Philippot, transfère « toutes les obligations, les droits et les avantages dont bénéficiait l'ERT à NERIT ou tout autre organisme audiovisuel public qui sera mis sur les ondes par le gouvernement grec en lieu et place de l'ERT ». La Néa Ellinikí Radiofonía, Ínternet kai Tileórasi, ou NERIT, voit le jour en 2013 et commence à émettre le 5 mai 2014.
Le nouveau réseau à venir NERIT confirme la participation de la Grèce au Concours Eurovision de la chanson 2014 et la Dimosia Tileorasi (en), la chaîne de télévision publique grecque temporaire, annonce une collaboration avec MAD TV, comme l'avait fait l'ERT, pour l'organisation d'une finale nationale,. Koza Mostra et Agáthonas Iakovídis participent à cette finale en chantant Alcohol Is Free et un mashup de Duj Sandale d'Emir Kusturica and The No Smoking Orchestra et de Kasalbaschki Chouckek de Martin Lubenov. De plus, Ilias Kozas compose le titre Kanenas De Me Stamata (κανενας δεν με σταματα, en français : « Personne ne s'arrête ») pour Kóstas Martákis qui terminera second de la finale nationale,. En effet, c'est le groupe Freaky Fortune accompagné par le chanteur Riskykidd qui sont choisis au terme d'une émission retransmise sur la DT, le 11 mars 2014, avec la chanson Rise Up. Ils se qualifient pour la finale de l’Eurovision après avoir terminé septième de leur demi-finale mais doivent se contenter de la vingtième place en finale,. Il s'agit de la plus mauvaise place de la Grèce dans l'histoire du concours, à égalité avec la position du pays obtenue lors du concours 1998.
Durant l'été 2013, Koza Mostra part en tournée dans toute la Grèce pour promouvoir son album Keep Up The Rhythm.